# Ferdinand Pauwels

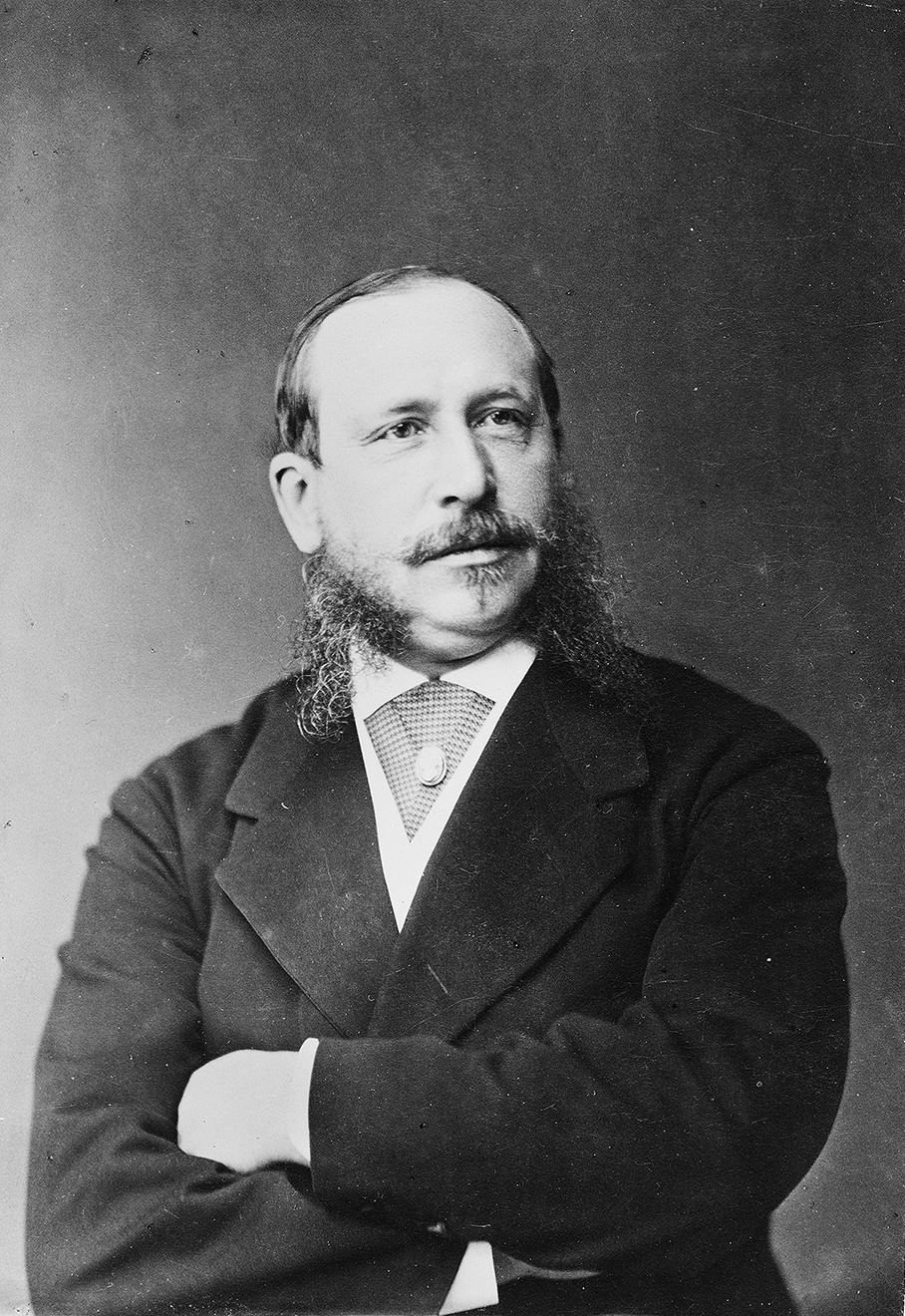
Ferdinand Pauwels.

Wilhelm Ferdinand Pauwels, född 13 april 1830 i Ekeren nära Antwerpen, död 26 mars 1904 i Dresden, var en belgisk målare.
Pauwels blev en av de främsta representanterna för det historiska måleriet vid sidan av Gustave Wappers och Hendrik Leys. Han verkade som professor vid konstakademierna i Weimar och Leipzig samt slutligen i Bryssel. Pauwels har i flera stora dukar, samt de under första världskriget förstörda väggmålningarna i Tyghallen i Ypern, gjort illustrationer till Belgiens historia. Utöver dessa märks målningarna Coriolanus framför Rom och de bibliska bilderna Deborah och Sauls hustru Rispa vid sönernas lik samt Amerika avskaffar slaveriet.

## Källor

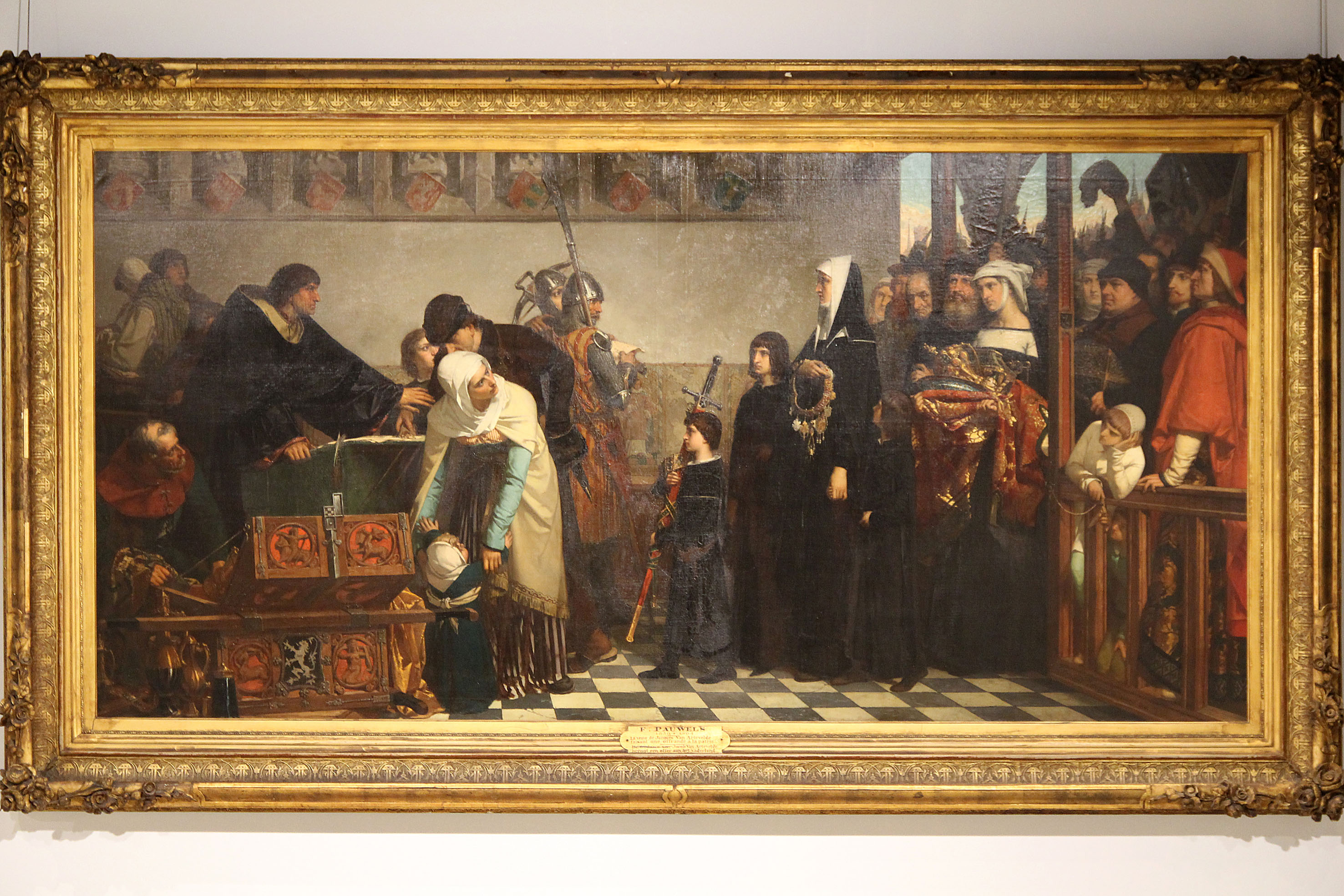
Jacob van Artevelde
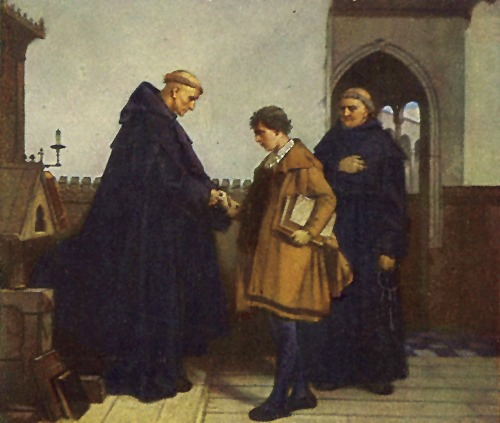
Luther
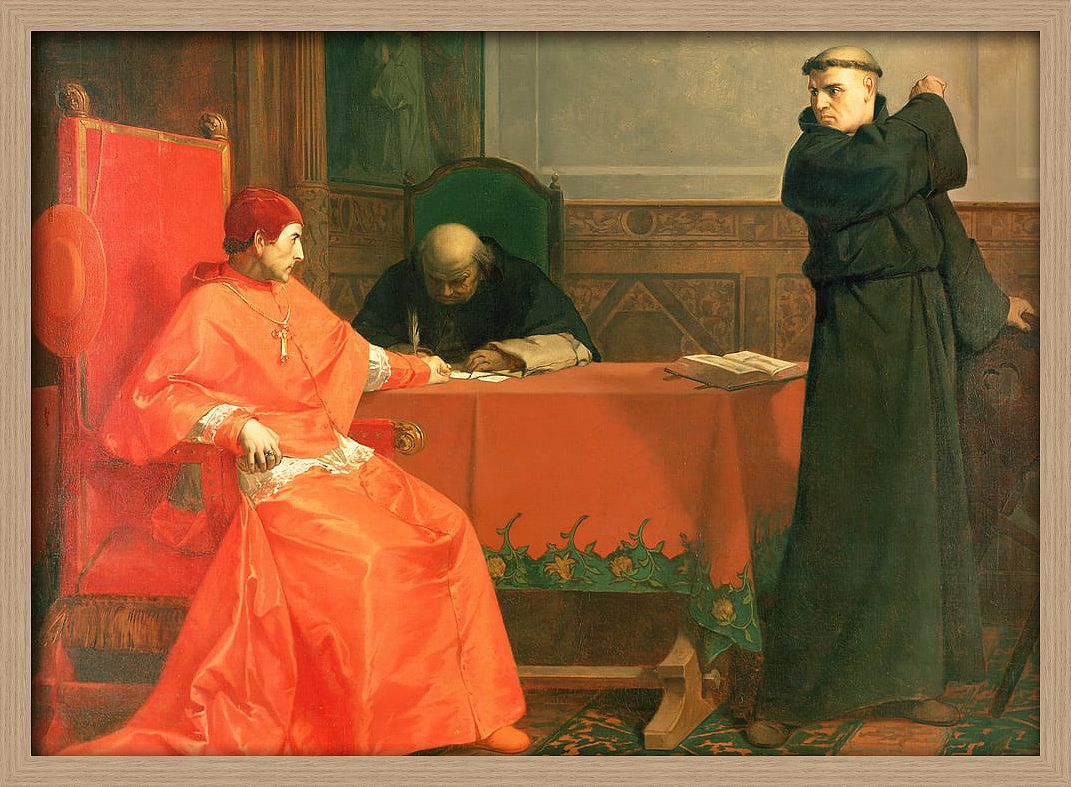
Luther & Thomas Cajetanus
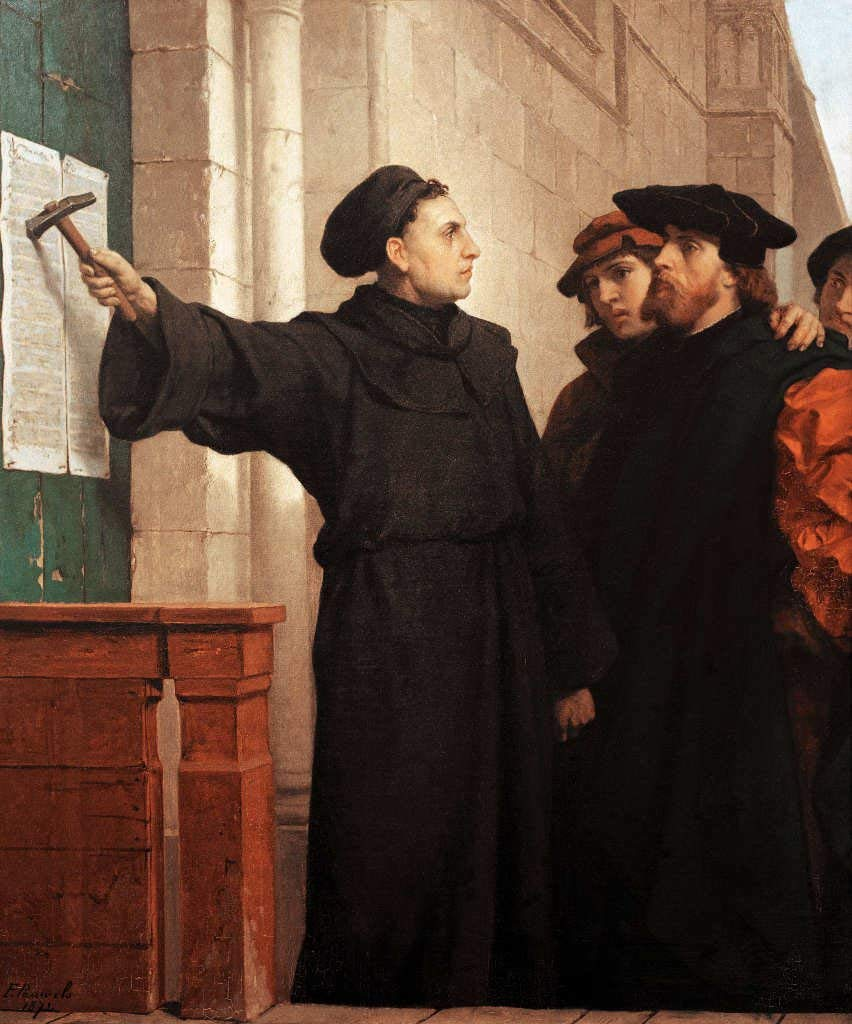
Luther
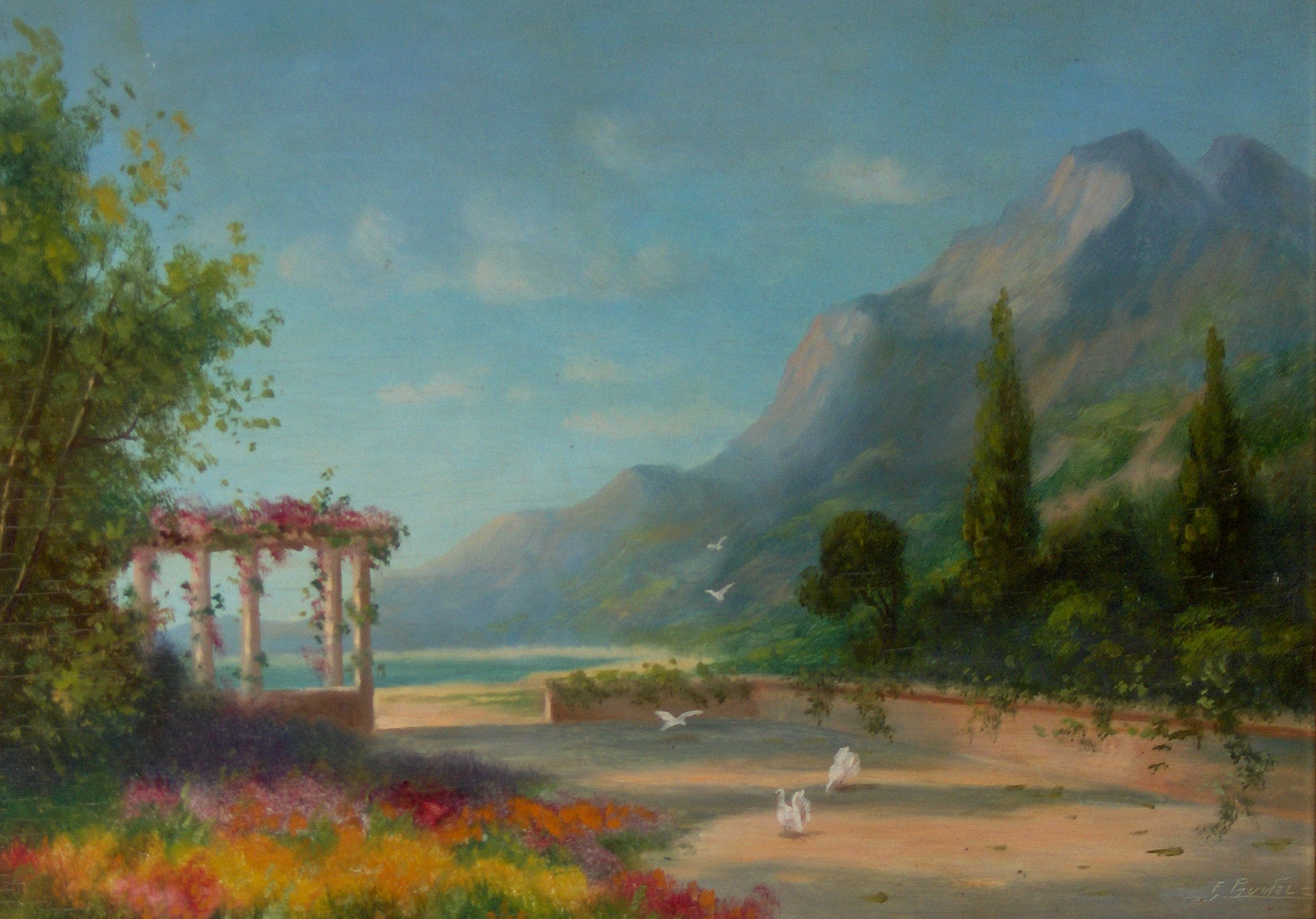
Landskap